# Super Bomberman R
Super Bomberman R är ett actionpusselspel utvecklat av Konami och HexaDrive och utgivet av Konami som släpptes den 3 mars 2017 till Nintendo Switch. Det är det första spelet i serien sedan Bomberman Live: Battlefest som släpptes 2010 till Xbox 360. Super Bomberman R är ett traditionellt Bomberman-spel och innehåller både en kampanj och ett flerspelarläge med stöd för upp till 8 spelare.